# Maddy Morphosis
Maddy Morphosis är artistnamnet på Daniel Truitt, född 2 september 1994, en amerikansk dragartist mest känd för att ha tävlat på säsong 14 av RuPaul's Drag Race. Han är programmets första öppet heterosexuella manliga tävlande. Sedan 2023 har han varit värd för sin egen talkshow-webserie Give It to Me Straight.

## Uppväxt
Truitt är från Fayetteville, Arkansas och arbetade på Target innan han verkade på Drag Race. Han hoppade av college.

## Karriär
Truitt har hållit på med drag sedan 2017 och beskriver Maddy Morphosis som "Arkansas mest överskattade dragqueen". Hennes namn är en ordlek med ordet "metamorfos". Truitt tävlade som Maddy Morphosis på säsong 14 av RuPaul's Drag Race som den första heterosexuella, ciskönade manliga tävlande i programmet. Han vände sig mot kritiken av sin medverkan och sa att han började göra drag efter gymnasiet eftersom det var "ett säkert utrymme för mig att utforska min egen könsidentitet... För alla som säger att jag representerar en underrepresenterad grupp, jag uppskattar er, men hetero män är inte en förföljd och utestängd grupp inom draggemenskapen."
Maddy Morphosis entrélook i det första avsnittet av Drag Race inspirerades av Guy Fieri. Sam Damshenas från Gay Times skrev "Maddy vann omedelbart över tittare på grund av hennes rena respekt för drag och HBTQ+-kultur, såväl som hennes imponerande runwaypresentationer." Maddy Morphosis fick Golden Boot-priset under återföreningsavsnittet, och bar en Elvis Presley-inspirerad outfit under säsongsfinalen.

## Privatliv
Truitts partner Jennifer Standridge är också en dragartist, känd som Miss Liza. Truitt identifierar sig som heterosexuell och cisgender, och använder pronomen hon/henne i drag. Truitt har sagt "Jag identifierar mig som en cisgender hetero man, men jag är med icke-normativt könsuttryck i min presentation."

## Filmografi

### TV
| År   | Titel                          | Roll      | Plats                              | Ref    |
| ---- | ------------------------------ | --------- | ---------------------------------- | ------ |
| 2022 | RuPaul's Drag Race (säsong 14) | Sig själv | Tävlande (10:e plats)              | [ 18 ] |
| 2022 | RuPaul's Drag Race: Untucked   | Sig själv | Tävlande (10:e plats)              | [ 18 ] |
| 2023 | RuPaul's Drag Race (säsong 15) | Sig själv | Särskild gäst; Avsnitt: "Reunited" |        |

### Web-serier
| År   | Titel                                                       | Roll      | Anteckningar | Ref |
| ---- | ----------------------------------------------------------- | --------- | ------------ | --- |
| 2022 | Whatcha Packin'                                             | Sig själv | Gäst         |     |
| 2022 | Drag Us Weekly                                              | Sig själv | Gäst         |     |
| 2023 | Give It to Me Straight                                      | Sig själv | Värd         |     |
| 2023 | Death, Drag and Decadence (med Bombae och Evah Destruction) | Sig själv |              |     |

- Bring Back My Girls (2023)

### Musikvideor
| År   | Titel  | Konstnär      | Ref |
| ---- | ------ | ------------- | --- |
| 2022 | "GAGA" | Grace Gaustad |     |

## Utmärkelser och nomineringar
| År   | Pris                           | Kategori                                                                         | Arbete             | Resultat | Ref.   |
| ---- | ------------------------------ | -------------------------------------------------------------------------------- | ------------------ | -------- | ------ |
| 2022 | Critics' Choice Real TV Awards | Bästa ensembleroll i en serie utan manus (Delas med skådespelarna för säsong 14) | RuPaul's Drag Race | Vann     | [ 19 ] |